# Saint-Étienne-Estréchoux
Saint-Étienne-Estréchoux è un comune francese di 253 abitanti situato nel dipartimento dell'Hérault nella regione dell'Occitania.

## Società

### Evoluzione demografica
Abitanti censiti
- Wikimedia Commons contiene immagini o altri file su Saint-Étienne-Estréchoux